# Prinz
Prinz und Prinzessin sind die im deutschen Sprachraum üblichen Bezeichnungen für nicht regierende Nachkommen bestimmter Familien (Häuser) des Hochadels.

## Bedeutung
In Deutschland handelte es sich bei Prinzen beziehungsweise Prinzessinnen entweder um nachgeborene Mitglieder königlicher Häuser (Königssohn bzw. Königstochter) oder um die Mitglieder solcher standesherrlicher oder regierender Häuser, die zur Zeit des Heiligen Römischen Reichs bereits den Fürstentitel besaßen oder nach 1806 zu fürstlichen Häusern aufstiegen (vergleiche auch Unterschiede: Geschlecht, Haus, Familie). Sofern es sich bei den Letzteren um mediatisierte, gefürstete gräfliche Häuser handelte, führten deren Nachgeborene aber meistens den Titel Graf beziehungsweise Gräfin.
Der erstgeborene Prinz wurde als Erbprinz, in regierenden kaiserlichen und königlichen Häusern als Kronprinz bezeichnet (vergleiche Primogenitur). Das alte Frankreich erteilte dem höchsten Adel den Titel Prince ohne Unterschied, stellte aber an dessen Spitze die „Prinzen von Geblüt“ (Princes de sang royal) oder die Agnaten des königlichen Hauses.
Die standesgemäße Ehefrau des Prinzen erhielt mit der Heirat den Titel Prinzessin und wurde im Erbfall wie ihr Gatten behandelt.
Für präsumtive Thronfolger gab es entsprechend ihrer Bedeutung besondere Titel:
- Kronprinz
- Erbprinz
- Kurprinz

Zudem konnten Prinzen besondere Funktionen erfüllen oder einen speziellen Status innehaben:
- Prinzregent
- Prinzgemahl

Die Bezeichnung Prinz oder Prinzessin ist im deutschen Sprachraum – sofern überhaupt zulässig (anders in Österreich) – kein Adelstitel mehr, sondern Namensbestandteil. Eine Ausnahme bildet das Fürstentum Liechtenstein, wo die nicht-regierenden Mitglieder des Hauses den Prinzentitel tragen und der jeweilige Thronfolger weiterhin als Erbprinz bezeichnet wird.

## Herkunft; Unterschiede zum Gebrauch im Ausland
Das deutsche Wort Prinz ist dem französischen prince, dies vom lateinischen princeps der Erste, entlehnt. Dieses wurde zuerst von Kaiser Augustus als Herrscherbezeichnung verwendet.
Zu beachten ist, dass es sich bei ausländischen Prinzen, wie etwa solchen in Frankreich oder Italien, auch um den Souverän beziehungsweise den Vorstand des Hauses handeln kann, der auf Deutsch oft als Fürst bezeichnet wird. Dieser Erstgeburtstitel ist jedoch nicht übersetzbar in romanische Sprachen oder ins Englische. Aus diesem Grund bezeichnet sich der Monarch von Monaco im Unterschied zu den nachgeborenen Prinzen und Prinzessinnen als Prince Souverain. Der Gebrauch der Bezeichnung Prinz im deutschsprachigen Raum für die Kinder eines Fürsten weicht von dem in einigen anderen Ländern ab.